# جون بلاكلي (عازف بيانو)
جون بلاكلي (بالإنجليزية: John Blakely)‏ هو عازف بيانو بريطاني، ولد في 7 أغسطس 1946.